# Robert Nivelle
Robert Nivelle, francoski general, * 15. oktober 1856 Tulle † 22. marec 1924 Pariz.
Služil je v več bitkah v prvi svetovni vojni, med drugimi v bitki za Verdun.